# Draaiorgel de Cementmolen
Draaiorgel de Cementmolen is een Nederlands straatorgel dat in 1935 door Carl Frei werd vervaardigd.

## Levensloop
In 1935 werd dit 89 toetsen tellende orgel door Carl Frei gebouwd uit onderdelen van een oud dansorgel. Het orgel kreeg de naam De Arend en werd later door orgelliefhebbers De Cementmolen genoemd, omdat het grote orgelwiel met rechte spaken aan een betonmolen deed denken. Dat wiel werd later vervangen door een normaal wiel met gebogen spaken, maar de naam bleef. De eerste verhuurder was de heer W. van Jaaren uit Amsterdam. Na de oorlog werd het orgel aan een andere verhuurder Henk Möhlmann verkocht.
In 1955 raakte het orgel zwaar beschadigd omdat het, staande op een vrachtwagen, onder een veel te lage spoorbrug reed. De heer Van den Heuvel uit Haarlem herstelde het orgel, maar de onderdelen werden niet in elkaar gezet. In 1966 kocht Henk Roos uit Rotterdam de losse onderdelen op en zijn broer Jan Roos zette het geheel in elkaar. In 1978 kreeg het orgel een nieuw front. Feite Posthumus uit Bergambacht nam het schilderwerk op zich.
De eigenaar Henk Roos uit Rotterdam heeft meerdere platen laten produceren die landelijk goed werden verkocht, hierdoor verwierf het orgel grote bekendheid.
Tegenwoordig is het orgel nog steeds eigendom van Henny Roos uit Rotterdam.